# 可空类型
可空类型（Nullable types）是在一些编程语言中允许出现NULL值的数据类型，用于表示缺失值或无效值，如函数执行失败的返回值，或SQL的NULL。静态类型语言中，可空类型是可选类型。动态类型语言（即值有类型，但变量没有类型）中等价于单个空值。
原始类型如整型和布尔类型不能有空值，但有对应的可空类型（可空整型或可空布尔类型）。

## 语言支持
支持可空类型的编程语言：
支持原生空值的静态类型语言：
- Ballerina（英语：Ballerina (programming language)） [1]
- C#[2] (从版本2)可声明可空整型，如int? x.[3]
- Dart[4]
- Kotlin [5]
- Swift [6]
- PHP[7]
- Ceylon（英语：Ceylon (programming language)）
- SQL
- SAS (Missing value)

使用库支持空值的静态类型语言：
- C#版本1.0，使用外部库[8]可定义可空类型如NullableInteger, NullableBoolean。[9]
- Visual Basic .NET[10]
- Java (从版本8)
- Scala
- Oxygene（英语：Oxygene (programming language)）
- F#
- 静态类型的CLI语言族（英语：List of CLI languages）

支持空值的动态类型语言：
- Perl的标量类型的缺省值为undef，也可赋值为undef
- PHP有NULL类型和is_null()方法，从版本7.1开始有原生的可空类型[11]
- Python有None值[12]
- Julia有nothing值(属于类型Nothing)和Union{T, Nothing}类型[13]
- Ruby有nil值和NilClass类型
- JavaScript有null值